# Getal van Eötvös
Het getal van Eötvös {\displaystyle Eo} is een dimensieloos getal dat de verhouding tussen opwaartse kracht ten gevolge van dichtheidsverschil (zie Wet van Archimedes) en kracht ten gevolge van oppervlaktespanning weergeeft. Het getal is een maat voor de impulsoverdracht bij druppels en gasbellen in een vloeistof, en is sterk verwant aan het getal van Bond. Het is gedefinieerd als:
{\displaystyle Eo={\frac {\Delta \rho gd_{p}^{2}}{\sigma }}}
Daarin is:
{\displaystyle \Delta \rho } de dichtheidsverschil [kg m−3]
{\displaystyle g} de  zwaartekrachtsversnelling [m s−2] (in Nederland 9,81 m s−2)
{\displaystyle d_{p}} de diameter van druppel of bel [m]
{\displaystyle \sigma } de oppervlaktespanning [N m−1 = kg s−2]
Het getal is genoemd naar de Hongaar Loránd Eötvös (1848-1919).
Archimedes ·
Atwood ·
Bagnold ·
Bejan ·
Biot ·
Bond ·
Brinkman ·
capillair getal ·
Cauchy ·
Damköhler ·
Darcy ·
Dean ·
Deborah ·
Eckert ·
Ekman ·
Eötvös ·
Euler ·
Froude ·
Galilei ·
Graetz ·
Grashof ·
Görtler ·
Hagen ·
Iribarren ·
Keulegan-Carpenter ·
Knudsen ·
Laplace ·
Lewis ·
Mach ·
Marangoni ·
Morton ·
Nusselt ·
Ohnesorge ·
Péclet ·
Prandtl ·
Rayleigh ·
Reynolds ·
Richardson ·
Roshko ·
Rossby ·
Rouse ·
Schmidt ·
Sherwood ·
Shields ·
Stanton ·
Stokes ·
Strouhal ·
Stuart ·
Suratman ·
Taylor ·
Ursell ·
Weber ·
Weissenberg ·
Womersley